# Acacia basedowii
Acacia basedowii är en ärtväxtart som beskrevs av Joseph Henry Maiden. Acacia basedowii ingår i släktet akacior, och familjen ärtväxter. IUCN kategoriserar arten globalt som livskraftig. Inga underarter finns listade i Catalogue of Life.